# Aurél von Kelemen

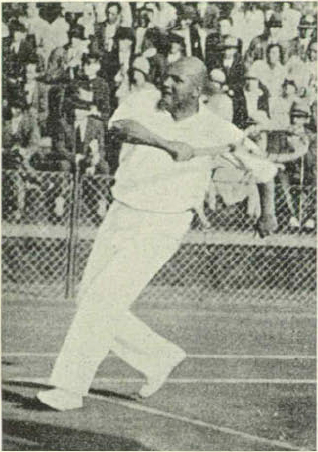
Kelemen im Jahr 1930

Aurél von Kelemen (* 20. April 1888 in Budapest; † 10. November 1968 ebenda) war ein ungarischer Tennisspieler.

## Leben
Aurél von Kelemen wurde als Sohn von Móric Kelemen, einem Richter, geboren. Sein Bruder Kornél Kelemen war Politiker, ein anderer Bruder Ernő war Journalist.
Aurél machte seinen Abschluss an der Kadettenanstalt in Traiskirchen als Oberleutnant der berittenen Artillerie. 1909 wurde er Pilot und flog eine Gnom-betriebene Farman. 1922 wurde er Vizepräsident des ungarischen Tennisverbands und brachte den Tennissport in Ungarn weiter voran. Bis 1944 war er als Sportdozent an der Semmelweis-Universität beschäftigt. 1925 veröffentlichte er das Buch A modern Lawn Tennis sport. 1930 wurde ihm der Titel des Oberregierungsrats für seinen Einsatz für den Sport verliehen. Gelernt war Kelemen eigentlich ein Geflügelfarmer und Tierhaltungsexperte. Im Jahr 1930 wurde Kelemen kurzzeitig inhaftiert, da ihm Untreue im Zusammenhang mit Pferdenahrung, die Kelemens Firma Duray és Kelemen Terménykereskedelmi Részvénytársaság liefern sollte, vorgeworfen wurde. Letztlich wurden die Vorwürfe fallen gelassen.

## Sportkarriere
Aurél von Kelemen spielte Tennis für den Magyar AC Budapest und nahm 1912 am Tenniswettbewerb der Olympischen Sommerspiele in Stockholm teil. Im Rasen-Einzel gewann er zunächst gegen seinen Landsmann Leó von Baráth und verlor anschließend gegen den Deutschen Luis Heyden. Im Doppel trat er mit von Baráth an. Sie verloren ihr Match gegen Heinrich Schomburgk und Otto von Müller bei zwei eigenen Spielgewinnen deutlich. Insgesamt fünfmal gewann Kelemen die ungarischen Meisterschaften im Doppel. 1924 bei den Olympischen Spielen in Paris trat Kelemen nochmal an, schaffte aber in allen drei Wettbewerben, in denen er antrat, keinen Sieg zu erringen. 1925 spielte er eine Begegnung für die ungarische Davis-Cup-Mannschaft.